# I Hope You're Happy
I Hope You're Happy è il nono album in studio del gruppo musicale statunitense Blue October, pubblicato nel 2018.

## Tracce
1. Daylight – 3:41 (Justin Furstenfeld, Dwight Baker, Matt Noveskey)
2. Your Love Is Like a Car Crash – 5:20 (Justin Furstenfeld, Dwight Baker)
3. I Want to Come Back Home – 5:12 (Justin Furstenfeld, Dwight Baker, Ryan Delahoussaye, Zayra Alvarez)
4. I'll Do Me, You Do You – 3:44 (Justin Furstenfeld, Dwight Baker)
5. I Hope You're Happy – 3:52 (Justin Furstenfeld, Steve Schiltz)
6. Colors Collide – 4:13 (Justin Furstenfeld, Steve Schiltz)
7. Remission in Cmaj – 2:35 (Justin Furstenfeld)
8. How to Dance in Time – 5:27 (Justin Furstenfeld, Blue Miller)
9. King – 3:46 (Justin Furstenfeld, Ryan Delahoussaye, Eric Holtz)
10. Let Forever Mean Forever – 4:09 (Justin Furstenfeld, Matthew Ostrander)
11. All That We Are – 5:35 (Justin Furstenfeld, Matthew Ostrander, Steve Schiltz)
12. Further Dive (The House That Dylan Built) – 9:08 (Justin Furstenfeld, Matthew Ostrander)

## Formazione
- Justin Furstenfeld – voce, chitarra
- Matt Noveskey – basso
- Jeremy Furstenfeld – batteria
- Matthew Ostrander – chitarra
- Will Knaak – chitarra (traccia 9)
- Collin Shook – tastiera
- Steve Schiltz – chitarra